# Oudenaken
Oudenaken est une section de la commune belge de Leeuw-Saint-Pierre située en Région flamande dans la province du Brabant flamand.
Oudenaken fait partie du Pajottenland

Les meuniers, du moulin à vent de Oudenaken, Jean-Baptiste et J.B. Adolphe Orins étaient tous deux maires au XIXe siècle.